# Melita desdichada
Melita desdichada är en kräftdjursart. Melita desdichada ingår i släktet Melita och familjen Melitidae. Inga underarter finns listade i Catalogue of Life.